# Mi Museo Interactivo
Mi Museo Interactivo "De la Naturaleza a tu Mesa" es un museo público, ubicado en el barrio Ciudad Vieja de Montevideo, capital de Uruguay. Es el primer museo de la ciudad con un ambiente participativo e inmersivo con tecnología 3D que permite reconocer el papel en la vida cotidiana y las bondades de las carnes uruguayas y su entorno cultural, así como la divulgación del sector cárnico y la promoción de las carnes uruguayas.

## Propósito del museo
Mi Museo Interactivo es una organización sin fines de lucro, creada por el Instituto Nacional de Carnes e integrada por un Centro de Interpretación Permanente, un Centro de Documentación y un Centro Académico donde se brindan cursos para universitarios, técnicos especializados y público en general.
El tópico del museo se relaciona con la actividad económica tradicional más importante del país, por lo que este museo es el espacio físico donde se informa al respecto, en un ambiente recreativo de aprendizaje.
Se trata de generar un reconocimiento acerca del papel de la carne en la vida cotidiana, tanto a nivel local como nacional e internacional, en relación con las bondades de las carnes uruguayas y su entorno cultural.

## Las salas
Se realizan visitas guiadas por cuatro salas contiguas. La primera sala "Calidad y tiempo" busca trasmitir sensaciones a través de imágenes 3D. La segunda sala está dedicada a la producción ganadera de Uruguay y la historia del sector cárnico desde la introducción de la ganadería hace 400 años. La tercera sala refiere al producto cárnico y la trazabilidad, el mercado interno y la exportación. La última sala "La Mesa" muestra los platos de los distintos tipos de carne con sus contenidos nutricionales y las diferentes experiencias y proyectos que realiza INAC.

## Los visitantes
El museo recibe visitas de uruguayos y de turistas provenientes de Japón, Brasil, Estados Unidos, Venezuela.
Se programan visitas especiales para grupos de turistas y estudiantes para grupos de hasta 12 personas.
Son acompañados por guías que colaboran con el uso de la tecnología y complementan los conceptos propios de cada sector, en español y en inglés.
Es un museo accesible pues consta con un elevador móvil para escaleras de oruga de vanguardia en cuanto a confort y seguridad.

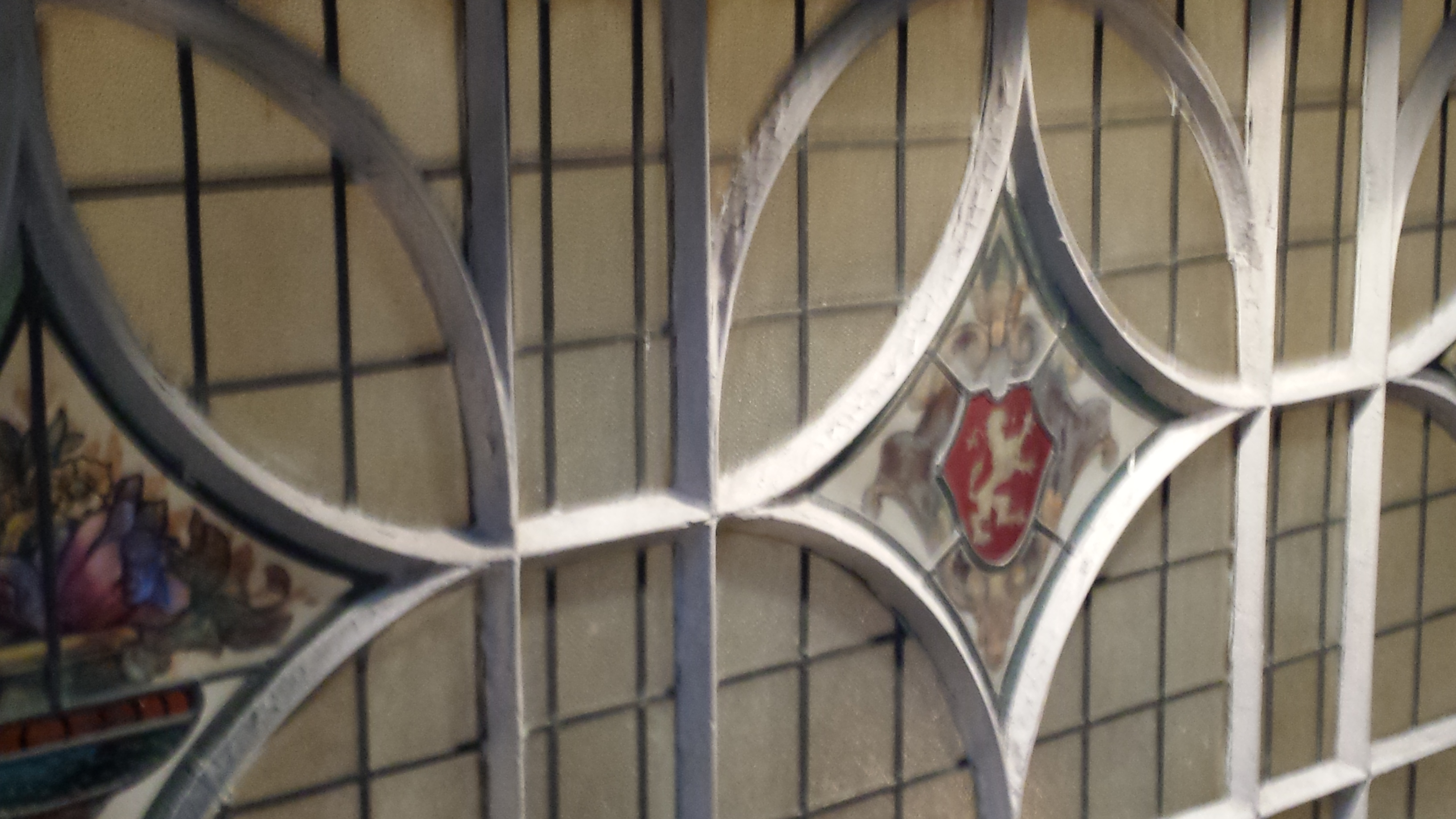
detalle

## El edificio

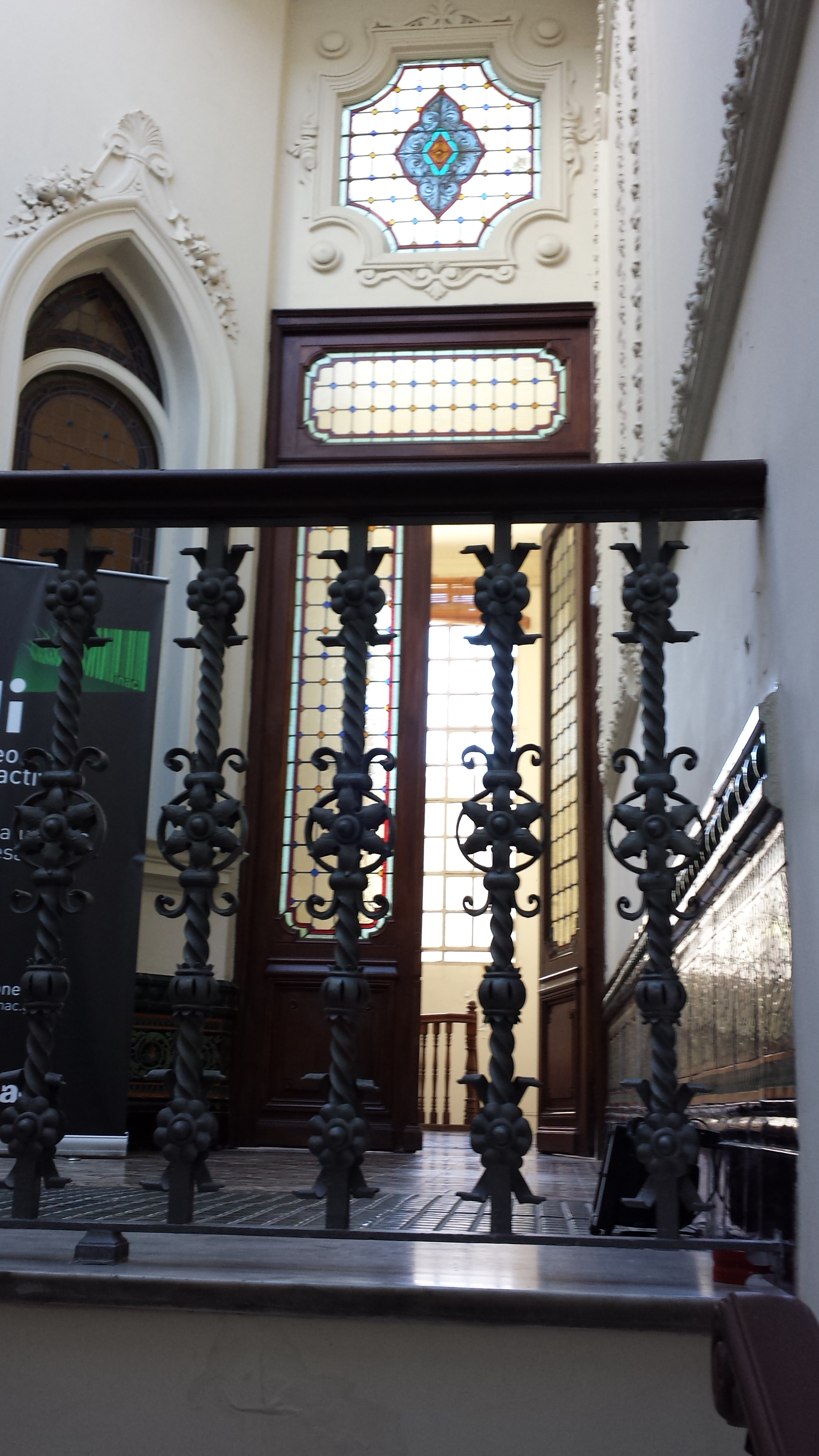
Primer piso

La Comisión de la Ciudad Vieja (Patrimonio y Urbanístico) considera el "edificio de alto valor arquitectónico por su tratamiento superficial, conservación del tipo funcional y permanencia de elementos significativos originales" y cuyo grado de protección es 3.
La construcción data de 1905 y fue remodelada en 1977.
Durante algunas jornadas especiales como el Día internacional de los Museos, se realiza una recorrida por la casona declarada patrimonio arquitectónico por la Comisión de la Ciudad Vieja, con degustación de carnes, tal lo acontecido el 18 de mayo de 2014.
Hacia fines del siglo XIX e inicios del XX, sus primeros propietario s fueron Justiniano Urtubery (descendiente de uno de los asambleístas de la  Constitución de 1830) y su esposa Clara Villegas García de Zúñiga.
La fachada presenta una profusa decoración, el balcón con balaustrada, la cornisa sobre modillones y el remate del pretil con frontón triangular partido flanqueado por pilones con figuras de leones.
Consta de dos plantas en torno a un patio lateral con claraboyas y patio posterior.
Se destacan el marco de madera y los vitrales ubicados en el descanso de la escalera principal, la escalera caracol de hierro fundido, estufas con columnas de mármol y mayólicas y revestimiento interiores de madera.